# STS–51–F
Az STS–51–F jelű küldetés az amerikai űrrepülőgép-program 19., a Challenger űrrepülőgép 8. repülése.

## Jellemzői
A beépített kanadai Canadarm (RMS) manipulátor kart 50 méter kinyúlást biztosított (műholdak indítás/elfogása, külső munkák [kutatás, szerelések], hővédőpajzs külső ellenőrzése) a műszaki szolgálat teljesítéséhez.

### Első nap
1985. július 29-én a szilárd hajtóanyagú gyorsítórakéták (SRB) segítségével Floridából, a Cape Canaveral (KSC) Kennedy Űrközpontból, a LC39–A jelű indítóállványról emelkedett a magasba. Az orbitális pályája 89,9 perces, 49,5 fokos hajlásszögű, elliptikus pálya perigeuma 203 kilométer, az apogeuma 337 kilométer volt. Felszálló tömeg indításkor 114 590 kilogramm, leszálló tömeg 98 307 kilogramm. Szállított hasznos teher felszálláskor/leszállásnál 15 603 kilogramm
Július 12-én történő indítást technikai okok (motorprobléma) miatt le kellett állítani. Hasonló eset fordult elő az STS–41–D motorjával is. Felszállás közben az út hatodik percében leállt a Challenger középső hajtóműve. A földi irányításvezető utasítására megakadályozták, hogy további leállások (biztonsági rendszer kiiktatása – ATO) kialakuljanak. A repülést nem kellett ugyan megszakítani, de az űrrepülőgépnek a tervezettnél jóval alacsonyabb pályára sikerült állni. Szolgálati idejét újratervezték, tervezetnél előbb tért vissza.

## Hasznos teher
1. A küldetés során harmadik alkalommal (első STS–9, a második STS–51–B) járt a világűrben az Európai Űrügynökség (ESA) által készített Spacelab mikrogravitációs laboratórium. A tudós űrhajósok közül 12 órás váltásban éjjel-nappal végezték meghatározott feladatukat. 13 vizsgálatot (11 amerikai, 2 angol) végeztek 7 tudományágban (napfizika, légkörfizika, a plazma fizika, infravörös csillagászat, nagy energiájú asztrofizika, technológiai kutatás és élettudomány kutatás).
2. A Canadarm (RMS) manipulátor kar segítségével a Package (PDP) plazma-diagnosztikai egységet (előző kísérlet STS–3) kihelyeztek a világűrbe, 7 órával később egy manőver segítségével visszanyerték.
3. Első alkalom alkalmazták az ESA nagy pontosságú óráját (Dornier Corporation fejlesztette Németországban) – Eszköz Mutató Rendszer (IPS)
4. Infravörös, hélium hűtésű teleszkóp (IRT) is része volt a küldetésnek.
5. Protein Kristálynövesztési kísérlet (előző STS–41–D) lehetővé tette a molekuláris szerkezet elemzését. A kísérlet automatikusan működött.
6. A rádió- és TV kísérleteket a NASA szponzorálta [American Radio Relay League (ARRL), Rádióamatőr Satellite Corp. (AMSAT)  és a Shuttle Amateur Radio Experiment (SAREX)].
7. A Coca-Cola és a Pepsi italainak kísérleteit hajtotta végre (összetétel, adagolás).

### Hetedik nap
1985. augusztus 6-án Kaliforniában az Edwards légitámaszponton (AFB) szállt le. Összesen 7 napot, 22 órát, 45 percet és 26 másodpercet töltött a világűrben. 5 284 350 kilométert (3 283 543 mérföldet) repült, 127 alkalommal kerülte meg a Földet. Egy különlegesen kialakított Boeing 747 tetején augusztus 11-én visszatért kiinduló bázisára.

## Személyzet
(zárójelben a repülések száma az STS–51–F-ig, azzal együtt)
- Gordon Fullerton (2), parancsnok
- Roy Bridges (1), pilóta
- Story Musgrave (2), küldetésfelelős
- Anthony England (1), küldetésfelelős
- Karl Henize (1), küldetésfelelős
- Loren Acton (1), rakományfelelős
- John-David Bartoe (1), rakományfelelős

### Visszatérő személyzet
- Charles Gordon Fullerton (2), parancsnok
- Roy Bridges (1), pilóta
- Franklin Story Musgrave (2), küldetésfelelős
- Anthony England (1), küldetésfelelős
- Karl Henize (1), küldetésfelelős
- Loren Acton (1), rakományfelelős
- John-David Bartoe (1), rakományfelelős